# هدهد
هدهد، پوپک، شانه‌به‌سر و مرغ سلیمان (نام علمی: Upupa epops) از اسامی پرنده‌ای از راستهٔ نوک‌شاخ‌سانان است. این گونه گسترده‌ترین گونه از سرده هدهد است که بومی آسیا، اروپا و نیمه شمالی آفریقا می‌باشد.

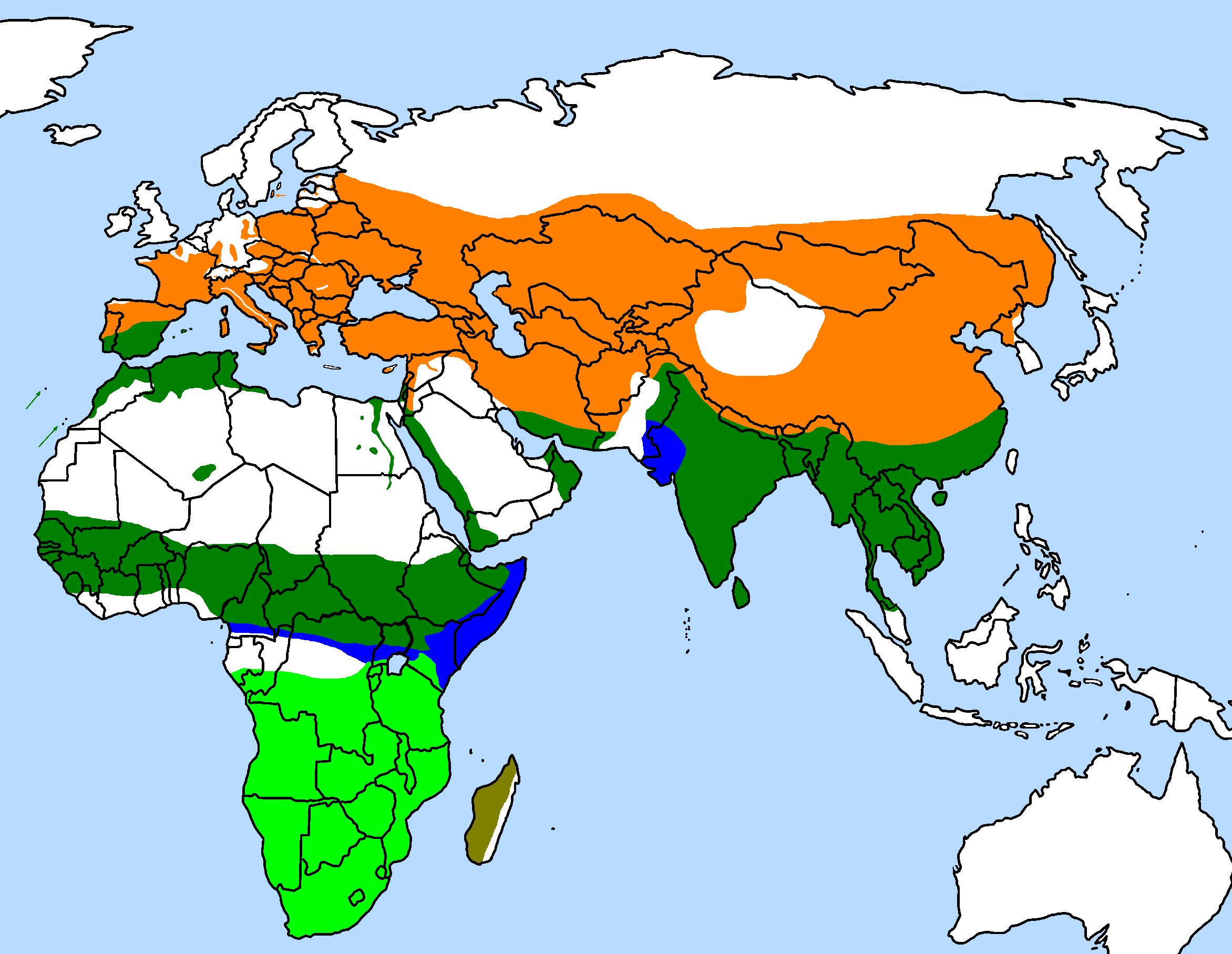
پراکندگی گونه‌های هدهد
هدهد اوراسیایی (هدهد):
مهاجران تابستانی
جمعیت ساکن
مهاجران زمستانی
هدهد آفریقایی:
جمعیت ساکن
هدهد ماداگاسکار:
جمعیت ساکن

## نام
این پرنده نام‌های مختلفی در زبان فارسی دارد. یکی از نام فارسی این گونه، شانه به‌سر است که به کاکل شانه‌مانند روی سرش اشاره دارد. پوپک نام دیگری است که از پوپ به معنای تاج پرندگان گرفته شده و مرغ سلیمان هم نامی‌ست که به نقش وی در ماجرای پیام‌بردن او از سلیمان به بلقیس ملکهٔ سبا اشاره دارد.

## زیستگاه
زیستگاه این پرنده در آسیا، اروپا و شمال آفریقا است. بیشتر هدهدهای شمال آسیا و اروپا در زمستان به نواحی گرمسیری مهاجرت می‌کنند، اما هدهدهای آفریقایی تمام طول سال را در یک جا می‌مانند. این پرنده به‌طور سرگردان در بسیاری از نواحی دیگر دنیا از جمله در آلاسکا هم مشاهده شده است.
زیستگاه هدهد بایستی دو ویژگی اصلی را داشته باشد؛ وجود زمین‌های بایر یا با پوشش گیاهی اندک که بتواند در آن‌ها به دنبال حشرات، غذای اصلیش، بگردد و و وجود اجسام عمودی دارای شکاف (مثل درخت‌ها، صخره‌ها و حتی دیوار) که بتواند در آن لانه‌سازی کند. این دو ویژگی در بسیاری از زیست‌بوم‌ها دیده می‌شود، در نتیجه هدهدها در زیستگاه‌های مختلف و متفاوتی مانند مناطق گرمسیری، استپ‌های جنگلی، ساوانا، علفزار و فضاهای خالی درون جنگل‌ها زندگی می‌کنند و در زمین‌های تغییریافته توسط انسان‌ها همچون مراتع، زمین‌های کشاورزی، باغ‌ها و حتی نواحی شهری هم دیده می‌شوند. اما در زمین‌های شدیداً زراعتی کمتر دیده می‌شوند در جنوب اروپا و آسیا هم شکار عامل دیگر کاهش جمعیت آن‌ها در نواحی نزدیک به سکونت انسان‌هاست.

## ویژگی‌های زیستی

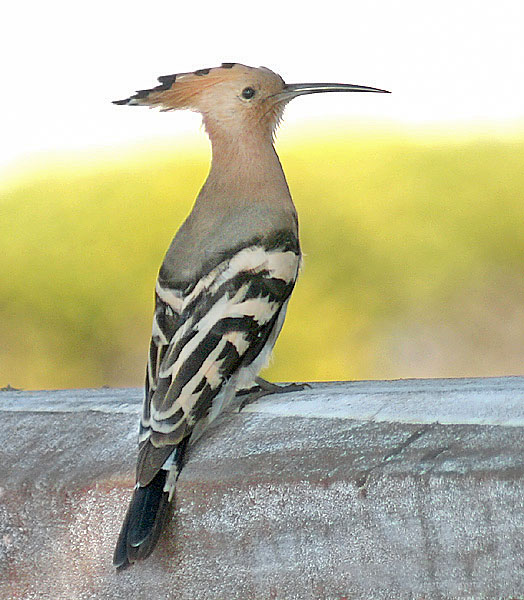
هدهدی در هند

اندازه هدهد ۲۵ تا ۲۹ سانتی‌متر است، طول بالهایش به ۴۴ تا ۴۸ سانتی‌متر می‌رسد. این پرنده سیاه و سفید و صورتی در واقع یکی از بی اشتباه‌ترین پرنده‌ها است مخصوصاً پرواز نامنظم این پرنده بی‌نظیر است. می‌توان به آن عنوان یک پروانه غول‌پیکر را اعطا کرد.
کاکل شانه‌مانند این پرنده بیشتر اوقات بسته است و گاهی در مواقع بروز خطر آن را باز می‌کند.
این پرنده سر و بدن قهوه‌ای مایل به صورتی کم رنگ، دم و بالها با راه راه عرضی پهن سیاه و سفید، کاکل بلند با پرهای بلند نوک سیاه و منقار دراز و خمیده دارد که از آن برای بیرون آوردن کرمها و حشرات از سوراخ‌ها و زمین استفاده می‌کند.
هدهد ماده در هنگام لانه‌سازی و پرورش جوجه‌ها از انتهای بدنش ترشحات بدبویی خارج می‌شود و موجب می‌شود تا بوی بسیار بدی از لانه بیاید. این بو شکارچیان این جانور و انگل‌ها را فراری می‌دهد و خصوصیات ضدمیکروبی نیز دارد. این ترشحات با خروج جوجه‌ها از لانه متوقف می‌شود. این درحالی‌ست که اکثر مردم بر این تصورند که بوی بد به علت مدفوع این حیوان است.
هدهد پرنده‌ای است که بیشتر روی زمین و در فضای باز تغذیه می‌کند، پروازش کند و موجی‌ست، توأم با باز و بسته کردن آهسته بالهاست.
تشخیص این پرنده خیلی آسان است، نر و ماده همشکل هستند، نشانه‌های تشخیص آن عبارت است از سر و بدن حنایی کمرنگ دم وبالها را راهراه عرضی پهن سیاه و سفید. کاکُل بلند (تاجی قشنگ) بر سر دارد. باپرهای بلند نوک سیاه، و منقار دراز خمیده، بیشتر روی زمین و در فضای باز تغذیه می‌کند. پروازی کند و موجی و همراه با باز و بسته کردن آهسته بالهاست. در زمین‌های باز و پردرخت دیده می‌شود.

## هدهد در ادبیات و باور مردم
- "عطار نیشابوری" در کتاب مَنطِق الطِیر هدهد را پرنده‌ای از خود گذشته در برابر خداوند یکتا معرفی می‌کند. منطق الطیر منظومه‌ای در حدود چهار هزار و هفتصد بیت سروده شده است. تعدادی پرنده در پی پادشاهی برای خود و به راهنمایی هدهد از هفت مرحله‌ی"طلب_عشق_معرفت_استغنا_توحید_حیرت و فقر و فنا می‌گذرند اما فقط سی پرنده می‌توانند به مقصود برسند:

چون نگه کردند آن سی مرغ زود
بی شک این سی مرغ آن سیمرغ بود
- داستان هدهد قاصد پیغمبر سلیمان در قرآن مشهور است. هدهد نامه سلیمان پیغمبر را به ملکه بلقیس در مملکت سبا رسانید. ملکه بلقیس به اعیان دربار خود گفت یک نامه گرامی به پیش من انداخته شده است و این نامه از طرف سلیمان است. بلقیس خط را خوانده مشاورین و اهل دربار خودرا جمع کرده گفت که "این خط بیک طریق عجیب و غریب از طرف یک پادشاه بسیار ارجمند (سلیمان) به من رسیده است. این نامه به نام "خدای بخشنده مهربان" آغاز شده است. گمان نمی‌رود که چنین نامه مختصر و جامع و باعظمت را در دنیا کسی نوشته باشد مطلب این بود که در مقابل من نبردآزمائی سودی ندارد، خیر شما در این است که یکتاپرستی را قبول کنید. این داستان مشهور است در قرآن کریم.
- در افسانه‌های یونان ترِاوس (پسر آرس همسر پرونس) ترِاوس به خواهر همسر خود فیلوملا علاقه‌مند می‌شود، و پس از اینکه با او رابطه برقرار نمود زبان او را قطع می‌کند تا حرفی نزند، و به همسرش پرونس می‌گوید که خواهرش مرده است، فیلوملا مخفیانه بر روی پرده‌ای به خواهر خود نامه می‌نویسد و گناه و جرم ترِاوس را فاش می‌کند، در مقابل پرونس ایتیس فرزندی که از ترِاوس داشته را می‌کشد و گوشتش را به عنوان غذا به همسر خود ترِاوس می‌دهد و وقتی ترِاوس متوجه می‌شود سعی می‌کند هر دو خواهر را بکشد اما هر سه توسط خدای خدایان به پرنده تبدیل می‌شوند ترِاوس هدهد می‌شود، پرونس بلبل (مرغ هزار دستان) می‌شود که هر روز صبح برای غم از دست دادن پسرش آواز می‌خواند فیلوملا پرستو می‌شود و از آنجایی که زبان نداشته است نمی‌توانسته آواز بخواند و صدای لرزان پرستو به خاطر این می‌باشد.

## هدهد درشعر
- در شعر کلاسیک چینی هدهد به عنوان نماد پیام‌آور آسمانی شناخته می‌شود، که خبر بهار را می‌آورد. در چین به خاطر زیبایی منحصربه‌فرد این پرنده آن را پرنده فرخنده‌ای می‌دانند.
- در گویش فرانسه کلمه "dupe" برای هدهد نیز استفاده می‌شود به معنی انسان کودن و احمق چون این پرنده از نظر ظاهر احمق به‌نظر می‌رسد.
- هدهد و خون آن در قرون وسطی باختری جزء ابزار جادو بوده است و برای پیشگویی استفاده می‌شده است.
- در کتاب "پرنده سیاه کوچک" بیل اُدیه به شوخی گفته شده که هدهدها فقط در چمنزارهای حاکمان دیده می‌شود.
- «ای هدهد صبا به سبا می‌فرستمت» «بنگرکه از کجابه کجا می‌فرستمت»حافظ
- در منطق الطیر، نوشته عطار نیشابوری، هدهد به عنوان مرغی خردمند، راهبر دیگر مرغان به سوی سیمرغ می‌شود.
- در مثنوی مولوی نیز از هدهد به عنوان یک پرنده خوشحال یاد شده است:

| هدهد خندان باغ را خندان کند |  | صحبت مردان از مردانت کند  |
| مهر پاکان در میان جان نشان  |  | دل مده الا به مهر دلخوشان |

- رودکی نیز در ابیاتی به جا مانده از او به وصفِ زیبایی پوپک که نام پارسیِ هدهد است پرداخته:

| پوپک دیدم به حوالی سرخس |  | بانگک بر برده به ابر اندرا |
| چادرکی دیدم رنگین برو   |  | رنگ بسی گونه بر آن چادرا   |

## نگارخانه

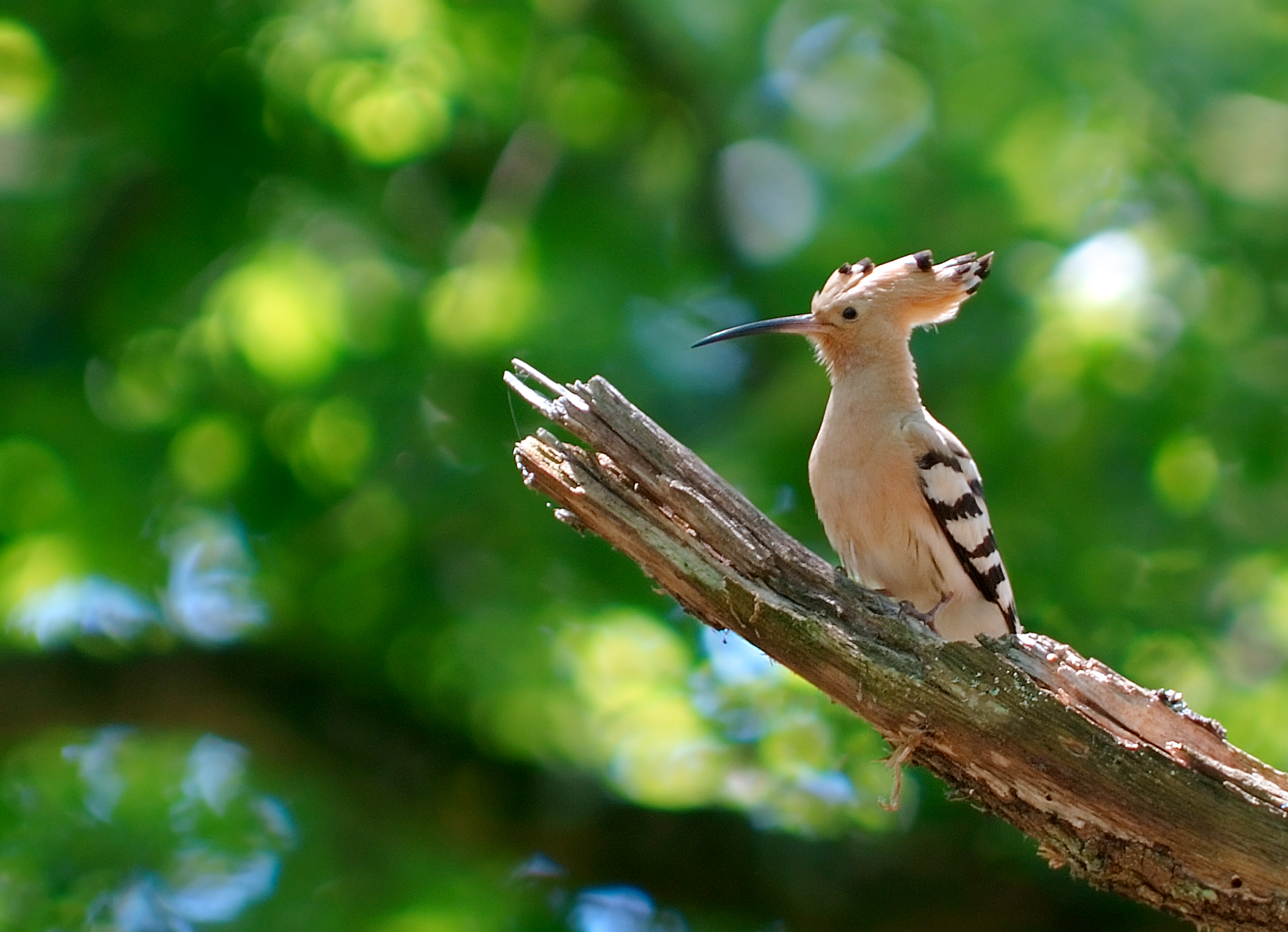
در تولوز، فرانسه
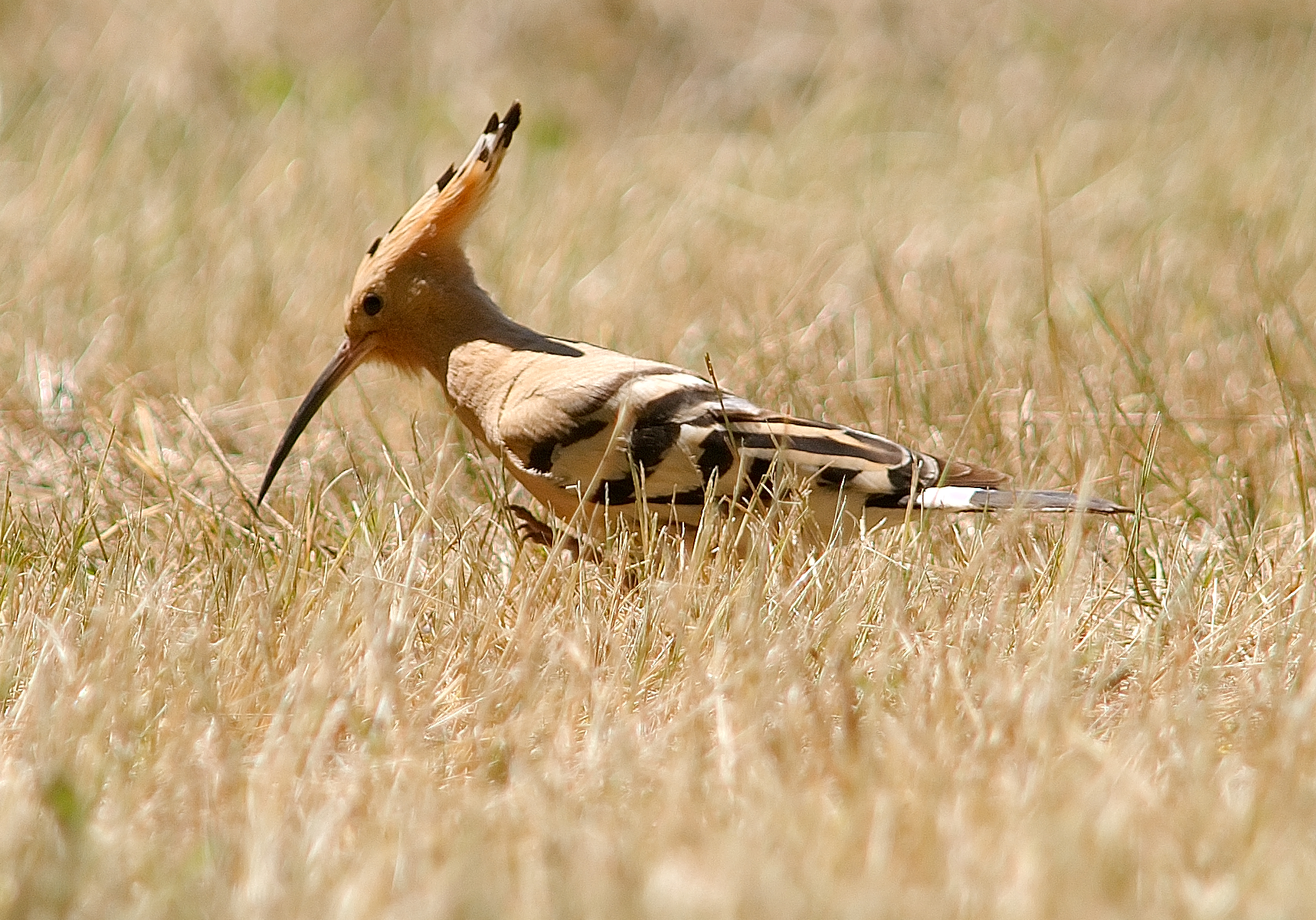
در تولوز، فرانسه
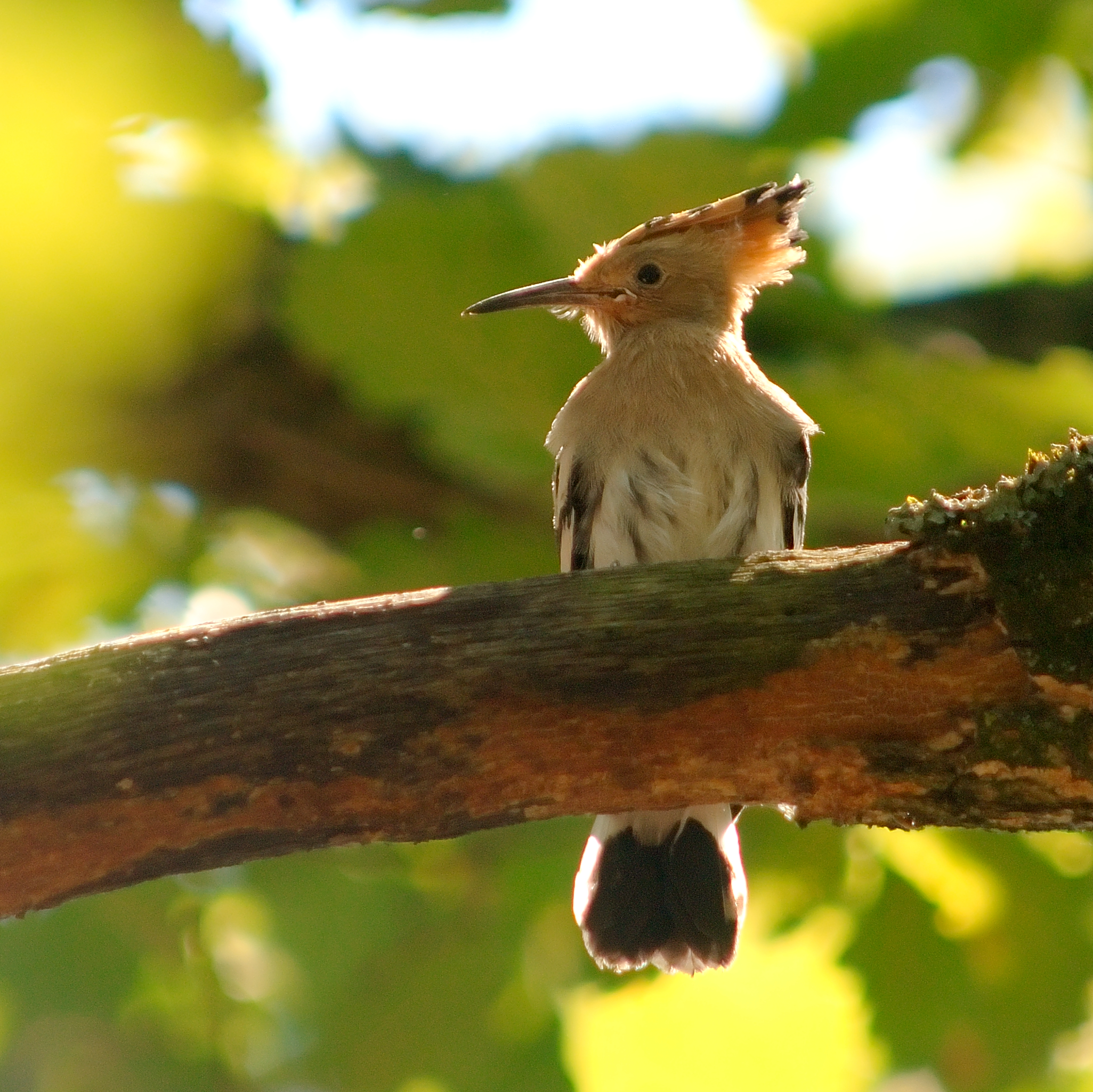
هدهد جوانی در تولوز، فرانسه
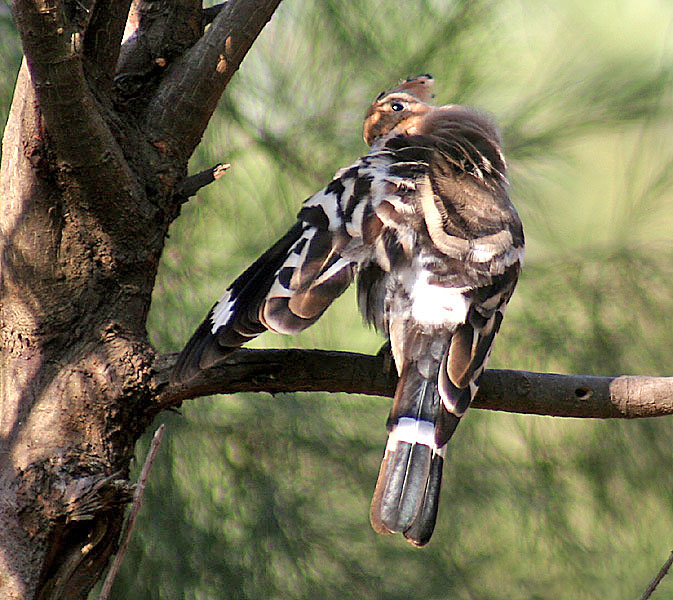
خودآرایی دو هدهد در هند
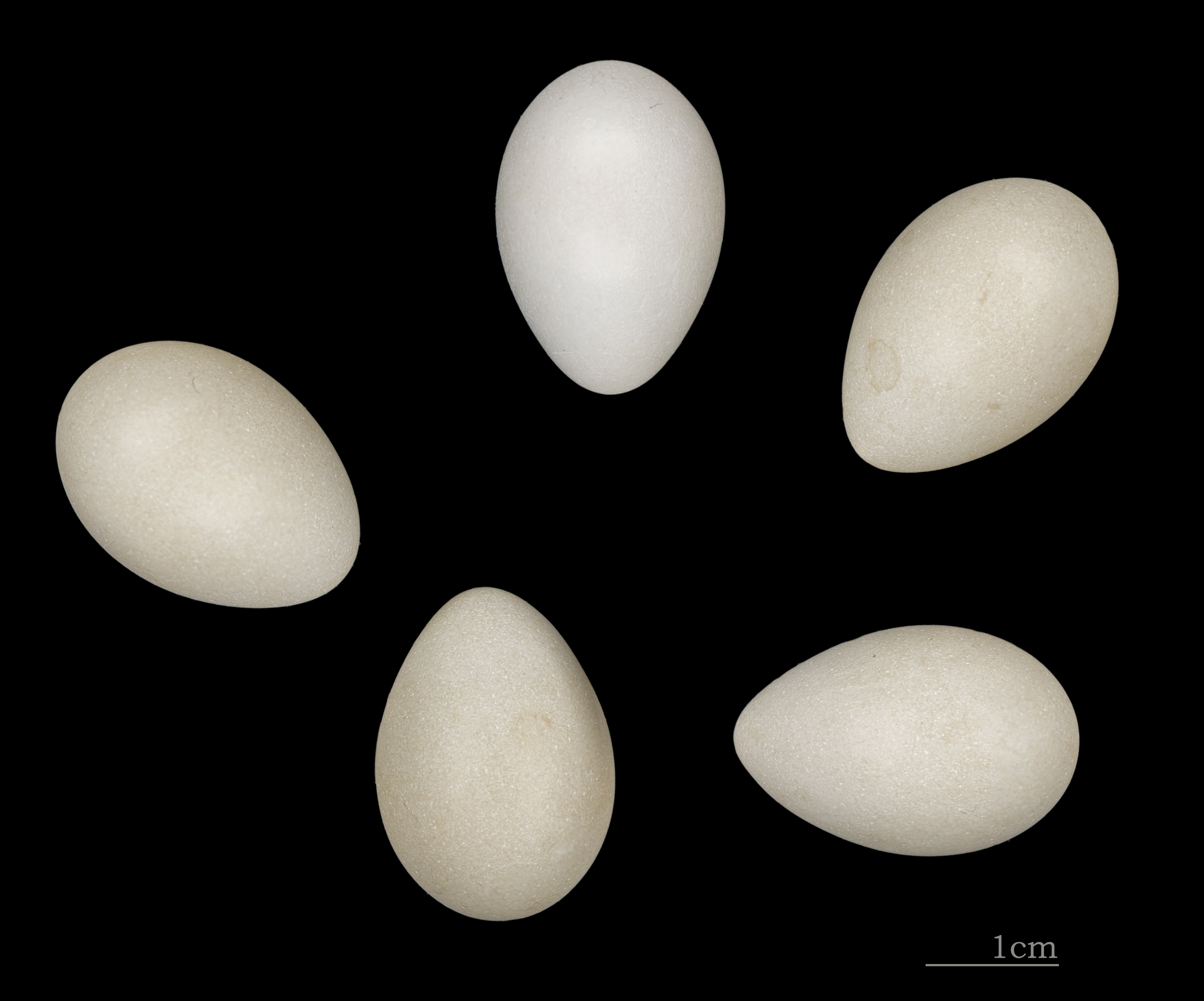